# Alan Sorrenti

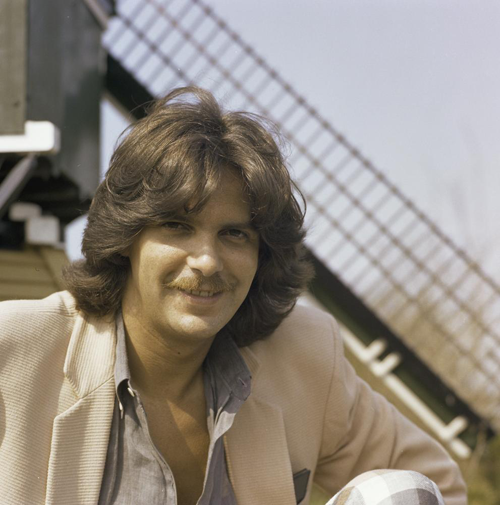
Alan Sorrenti (1980)

Alan Sorrenti (* 9. Dezember 1950 in Neapel) ist ein italienischer Sänger, Gitarrist und Songschreiber.

## Leben
Alan Sorrentis Mutter war eine Waliserin, und er verbrachte in seiner Kindheit auch einige Zeit in Wales. Seine Musikkarriere begann aber Anfang der 70er Jahre in Italien mit seinem Debütalbum Aria (1972) und mit Come un vecchio incensiere all'alba di un villagio deserto (1973). Beides waren Progressive-Rock-Alben, und der Italiener spielte auf experimentelle Weise die Instrumentierung und große Bandbreite seiner Stimme aus, besonders in den jeweiligen um die 20 Minuten langen Titelstücken. Auch wenn seine Frühwerke heute wenig bekannt sind, so waren sie doch auf internationalem Niveau, was Gastmusiker wie David Jackson von Van der Graaf Generator und Francis Monkman von Curved Air beweisen. Schlagzeuger auf beiden Alben war der später als Solist bekannt gewordene Tony Esposito.
In den folgenden Jahren wandte er sich allerdings vom Experimentalrock ab. Seine Aufnahme des neapolitanischen Volkslieds Dicitincello vuje auf dem dritten Album Alan Sorrenti war ein Achtungserfolg und erreichte als Single die Charts. Er bewegte sich daraufhin in Richtung Disco-Pop. Mit Figli delle stelle (1977) und L. A. & N. Y. (1979) beim Major-Label EMI stellte sich dann der große kommerzielle Erfolg ein. Sein größter Hit, für den er auch heute noch berühmt ist, war Tu sei l’unica donna per me (übersetzt: Du bist die einzige Frau für mich), mit dem er zuerst 1979 beim renommierten Festivalbar-Wettbewerb gewann. Danach wurde das Lied, das er selbst geschrieben hat, nicht nur in Italien, sondern europaweit ein Sommerhit. In der Schweiz war das Lied neun Wochen lang auf Platz 1 der Charts, und es war das zweiterfolgreichste Lied des Jahres. In Österreich hatte er damit einen Nummer-2-Hit, in Deutschland erreichte er zwar nur Platz 13, war aber volle 39 Wochen in der Hitparade.
Im Jahr darauf vertrat Sorrenti dann Italien beim Grand Prix Eurovision und belegte mit dem ebenfalls selbstgeschriebenen Titel Non so che darei Platz 6. Auch mit diesem Lied war er international erfolgreich. Danach ließ der Erfolg aber sehr schnell wieder nach, und er verschwand international aus dem Rampenlicht. Mit Angeli di strada erschien 1983 wieder ein rockigeres Album, bevor er sich persönlich dem Buddhismus zuwandte und konvertierte. Sein Album Bonno Soku Bodai (1987) wurde von seiner religiösen Entwicklung inspiriert. 1988 nahm Alan Sorrenti mit Come per miracolo am Sanremo-Festival teil, wurde aber 26. und damit letzter. Seit den 1990er Jahren erschienen in größeren Abständen weitere Alben von ihm mit altem und neuem Material. 2003 erreichte er mit dem Lied Paradiso Beach zusammen mit der Sängerin Jenny B noch einmal die Charts. Einen größeren Auftritt hatte er 2006 beim Festival ’O Scià in Lampedusa. Nach dem Erdbeben in Nepal 2015 gab er vor Ort eine Reihe von Benefizkonzerten.

## Coverversionen
Tu sei l’unica donna per me
- Hoffmann & Hoffmann (1979), deutsche Version: Alles, was ich brauche, bist du
- Nino de Angelo (2004)
- Claudia Jung (2015), überarbeitete deutsche Version: Alles, was ich brauche, bist du

Non so che darei
- Hoffmann & Hoffmann (1980), deutsche Version: Wenn ich dich verlier’

## Diskografie

### Studioalben
| Jahr | Titel                                                               | Höchstplatzierung, Gesamtwochen, AuszeichnungChartsChartplatzierungen (Jahr, Titel, Platzierungen, Wochen, Auszeichnungen, Anmerkungen) | Anmerkungen     |
| Jahr | Titel                                                               | IT | Anmerkungen     |
| ---- | ------------------------------------------------------------------- | --- | --------------- |
| 1972 | Aria Harvest                                                        | IT14 (21 Wo.)IT |                 |
| 1973 | Come un vecchio incensiere all’alba di un villaggio deserto Harvest | IT14 (7 Wo.)IT |                 |
| 1975 | Alan Sorrenti Harvest                                               | IT20 (5 Wo.)IT | erschienen 1974 |
| 1978 | Figli delle stelle EMI                                              | IT1 (29 Wo.)IT | erschienen 1977 |
| 1979 | L.A. & N.Y. EMI                                                     | IT1 (24 Wo.)IT |                 |
| 1980 | Di notte CBO                                                        | IT3 (22 Wo.)IT |                 |

Weitere Studioalben
- 1976: Sienteme, It’s Time to Land (Harvest)
- 1982: Angeli di strada (CBO)
- 1987: Bonno soku bodai (Warner)
- 1992: Radici
- 2003: Sott’acqua (Sony)

### Kompilationen (Auswahl)
| Jahr | Titel | Höchstplatzierung, Gesamtwochen, AuszeichnungChartsChartplatzierungen (Jahr, Titel, Platzierungen, Wochen, Auszeichnungen, Anmerkungen) | Anmerkungen |
| Jahr | Titel | IT | Anmerkungen |
| ---- | ----- | --- | ----------- |
| 1997 | Miami | IT41 (1 Wo.)IT |             |

### Singles (Auswahl)
| Jahr | Titel Album                             | Höchstplatzierung, Gesamtwochen, AuszeichnungChartplatzierungen (Jahr, Titel, Album, Platzierungen, Wochen, Auszeichnungen, Anmerkungen) | Höchstplatzierung, Gesamtwochen, AuszeichnungChartplatzierungen (Jahr, Titel, Album, Platzierungen, Wochen, Auszeichnungen, Anmerkungen) | Höchstplatzierung, Gesamtwochen, AuszeichnungChartplatzierungen (Jahr, Titel, Album, Platzierungen, Wochen, Auszeichnungen, Anmerkungen) | Höchstplatzierung, Gesamtwochen, AuszeichnungChartplatzierungen (Jahr, Titel, Album, Platzierungen, Wochen, Auszeichnungen, Anmerkungen) | Anmerkungen                                                         |
| Jahr | Titel Album                             | IT | DE | AT | CH | Anmerkungen                                                         |
| ---- | --------------------------------------- | --- | --- | --- | --- | ------------------------------------------------------------------- |
| 1974 | Dicitencello vuie Alan Sorrenti         | IT9 (19 Wo.)IT | — | — | — | Harvest, 3C 06 – 18017 B-Seite: Poco più piano                      |
| 1978 | Figli delle stelle                      | IT1 Platin (2023) · (23 Wo.)IT | — | — | — | EMI, 3C 006 – 18307, B-Seite: E tu mi porti via Verkäufe: + 100.000 |
| 1979 | Tu sei l’unica donna per me L.A. & N.Y. | IT1 (22 Wo.)IT | DE13 (39 Wo.)DE | AT2 (14 Wo.)AT | CH1 (16 Wo.)CH | EMI, 3C 006 – 62764 B-Seite: All Day in Love                        |
| 1980 | Non so che darei Di notte               | IT1 (26 Wo.)IT | DE22 (20 Wo.)DE | AT14 (12 Wo.)AT | CH3 (10 Wo.)CH | CBO, CBN 106 B-Seite: Corro                                         |
| 1980 | Prova con me Di notte                   | — | — | — | CH9 (4 Wo.)CH | CBA, 6.12878 AC B-Seite: Ora 06                                     |
| 2003 | Paradiso Beach Sott’acqua               | IT45 (5 Wo.)IT | — | — | — | feat. Jenny B                                                       |

## Belege
1. 1 2  Alan Sorrenti. Italianprog.com, abgerufen am 19. Juni 2010 (italienisch).
2. 1 2  Chartquellen (Alben):
  - Guido Racca & Chartitalia: Top 100 FIMI Album. Lulu, 2013, S. 170.
3. ↑  Chartquellen (Singles):
  - Guido Racca & Chartitalia: Top 100 FIMI Singoli. Lulu, 2013, S. 147.
  - Alan Sorrenti. In: Offizielle deutsche Charts. GfK Entertainment, abgerufen am 16. August 2018.
  - Songs von Alan Sorrenti. In: Austriancharts.at. Hung Medien, abgerufen am 16. August 2018.
  - Songs von Alan Sorrenti. In: Hitparade.ch. Hung Medien, abgerufen am 16. August 2018.
4. ↑  Auszeichnungsarchiv. FIMI, abgerufen am 13. Mai 2019 (italienisch).

| Personendaten    | Personendaten                       |
| ---------------- | ----------------------------------- |
| NAME             | Sorrenti, Alan                      |
| KURZBESCHREIBUNG | italienischer Sänger und Songwriter |
| GEBURTSDATUM     | 9. Dezember 1950                    |
| GEBURTSORT       | Neapel, Italien                     |